# S. S. Rajamouli
Koduri Srisaila Sri Rajamouli (in telugu ఎస్. ఎస్. రాజమౌళి, Ś. Ś. Rājamauḷi; Raichur, 10 ottobre 1973) è un regista e sceneggiatore indiano, che lavora principalmente nel cinema telugu ed è noto per i suoi film d'azione, fantasy ed epici.
Al 2023 risulta essere il regista indiano con il maggior incasso di tutti i tempi e il regista più pagato in tutta l'India.

## Biografia
Rajamouli è stato spesso descritto come il "più grande regista indiano di sempre" e "il regista più significativo dell'India oggi". Tre dei suoi film - Baahubali: The Beginning, Baahubali 2: The Conclusion e RRR - sono tra i primi sei film di maggior incasso in India fino ad oggi. Tutti e tre i film erano anche i film indiani più costosi mai realizzati al momento della loro uscita. Il film d'azione fantasy del 2009 Magadheera è stato il film telugu con il maggior incasso di sempre al momento della sua uscita.
I film di Baahubali hanno ricevuto sei nomination al Saturn Award, con Baahubali 2: The Conclusion che ha vinto il premio per il miglior film internazionale. RRR ha ricevuto vari riconoscimenti internazionali tra cui un Premio Oscar e un Golden Globe per la canzone Naatu Naatu e un Critics' Choice Award al miglior film straniero, ricevendo una candidatura al Critics' Choice Award per il miglior regista.
Molti film di Rajamouli sono caratterizzati dalla loro grandiosità epica, sequenze d'azione stilizzate, eroismo sfrenato e personaggi straordinari con riferimenti storici e mitologici. I suoi film sono stati notati per la loro integrazione di CGI con effetti pratici. È anche accreditato per l'espansione del mercato di Tollywood a livello internazionale.

## Filmografia

### Regista e sceneggiatore
- Student No: 1 (2001)
- Simhadri (2003)
- Sye (2004)
- Chatrapathi (2005)
- Vikramarkudu (2006)
- Yamadonga (2007)
- Magadheera (2009)
- Maryada Ramanna (2010)
- Eega (2012)
- Baahubali: The Beginning (2015)
- Baahubali 2: The Conclusion (2017)
- RRR (2022)